# هنري في. غراهام
هنري في. غراهام (بالإنجليزية: Henry V. Graham)‏ هو عسكري أمريكي، ولد في 7 مايو 1916 في برمنغهام في الولايات المتحدة، وتوفي في 21 مارس 1999.